# Lucy Orta

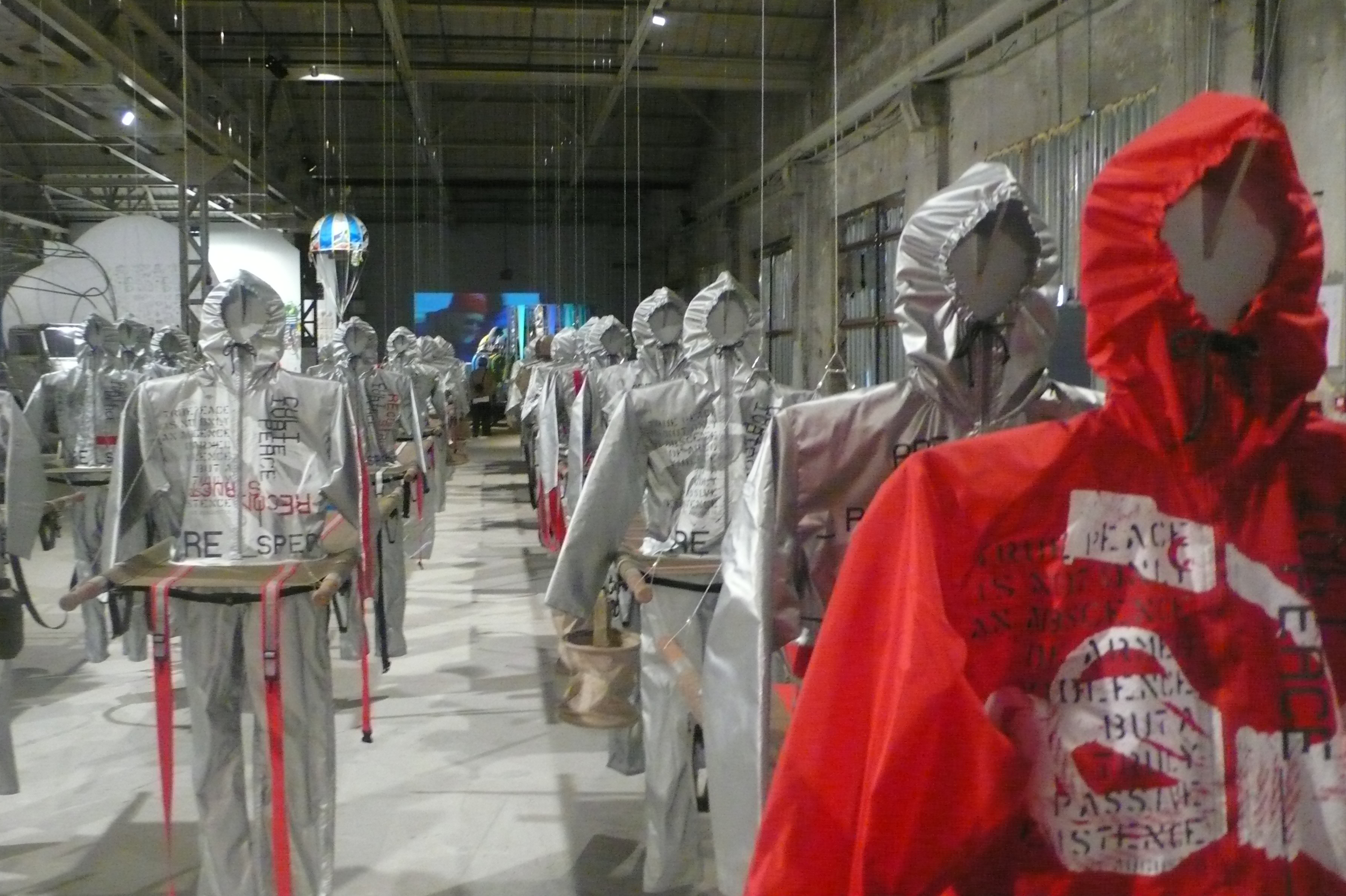
Une partie de l'exposition Antarctica de Lucy et Jorge Orta.

Lucy Orta, née en 1966 à Royal Sutton Coldfield, est une plasticienne britannique active en France à partir de 1991.

## Biographie
Lucy Orta naît en 1966 à Royal Sutton Coldfield.
En 1991 Lucy Orta s'installe à Paris. Elle rencontre Jorge Orta et vers l'an 2000, travaille en commun avec lui.
Elle se consacre à l'exploration d'une forme d'art tridimensionnel qu'elle appelle « Body Architecture ». Elle enseigne au London College of Fashion (en).

## Expositions

### Solo
- 1996, Yvonamor Palix, Paris[2].

### Collectives
- 1999, Espace Électra, Paris[2].
- 2005, Musée Boymans-van Beuningen, Rotterdam[2].